# Gerdesiaweg (stacja metra)
Gerdesiaweg – stacja metra w Rotterdamie, położona na linii A (zielonej), B (żółtej) i C (czerwonej). Została otwarta 10 maja 1982. Stacja znajduje się na Kralingen, na Gerdesiaweg.